# Icelinus pietschi
Icelinus pietschi är en fiskart som beskrevs av Yabe, Soma och Amaoka 2001. Icelinus pietschi ingår i släktet Icelinus och familjen simpor. Inga underarter finns listade i Catalogue of Life.